# Alexander Courage
Alexander Mair Courage, Jr. (10 de dezembro de 1919 - 15 de maio de 2008) foi o criador e compositor americano de vários temas para seriados e filmes. Seus trabalhos mais famosos são o tema de Dr. Dolittle e o tema de Star Trek, Tokyo after Dark, The Left Handed Gun, Guns and Dolls, Fildder on the Roof e, entre outras obras, também participou do seriado Perdidos no Espaço como compositor.
Courage ainda auxiliou Jerry Goldsmith na composição musical de Jornada nas Estrelas: O Filme. Nos anos 1990, ele reuniu todos os temas os quais havia composto para a Série Clássica (Star Trek: The Original Series), junto com outros compositores que haviam participado do seriado, em um CD chamado Star Trek: The Original Television Soundtrack (volumes 1 ao 3).
Courage foi alistado na Segunda Guerra Mundial como piloto de aeronaves, combatendo no Pacífico. Depois voltou aos Estados Unidos prestando seu serviço na televisão,passando pela MGM e CBS. Ele conheceu o criador de Star Trek e acabou fazendo o tema do piloto The Cage, muito embora o seriado não havia sido aprovado. Anos mais tarde, Courage foi convidado para fazer os temas do piloto "Where No Man Has Gone Before" (Onde Nenhum Homem Jamais Esteve), aprovado para produção e exibição em 1966. O trabalho de Courage começou a ser usado em Jornada nas Estrelas, a partir de então.
No dia 15 de maio de 2008, Courage morreu aos 88 anos de idade nos Estados Unidos. Sepultado no Westwood Village Memorial Park Cemetery.